# Leucadendron teretifolium
Leucadendron teretifolium är en tvåhjärtbladig växtart som först beskrevs av Henry Charles Andrews, och fick sitt nu gällande namn av I. Williams. Leucadendron teretifolium ingår i släktet Leucadendron och familjen Proteaceae. Inga underarter finns listade i Catalogue of Life.